# Général
Pour les articles homonymes, voir Général (homonymie).
Un général est un chef militaire de haut rang commandant une grande unité militaire interarmes (gendarmerie, infanterie, cavalerie, génie, marine, aviation) longtemps appelée armée.
Dans le domaine militaire contemporain, un général est un officier de la gendarmerie, de l'Armée de terre ou de l'air dont le grade s'inscrit au sommet de la hiérarchie, laquelle comprend généralement dans l'ordre ascendant : les militaires du rang, les sous-officiers, les officiers subalternes, les officiers supérieurs et les officiers généraux.
Dans la plupart des armées de terre, un général commande une unité plus importante qu'un régiment : une brigade, une division, un corps d'armée, une armée ou un groupe d'armées. Dans certains cas, l'usage veut que le grade ait le nom de l'unité : général de brigade, général de division, général de corps d'armée ou général d'armée.
Dans les forces armées françaises, incluant la gendarmerie nationale, les deux grades terminaux de la hiérarchie militaire sont ainsi le général de brigade et le général de division. Ces derniers peuvent toutefois également prendre rang et appellation de général de corps d'armée puis de général d'armée.
Un général de brigade français arbore deux étoiles. Trois étoiles sont la marque de grade des généraux de division. Il y a respectivement quatre et cinq étoiles sur les uniformes des généraux de corps d'armée et d'armée.
Il doit être noté que l'étoile unique était l'attribution d'un grade d'officier général disparu en France en 1788, celui de brigadier des armées. C'est la raison pour laquelle le premier grade d'officier général en France, celui de général de brigade, en comporte deux.
Dans plusieurs pays, ces différents grades sont représentés par le nombre d'étoiles portées sur le képi, la casquette ou les manchettes, le casque en campagne le cas échéant. À grade égal, les généraux français portent une étoile de plus que leurs homologues étrangers.

Son équivalent dans la marine est un amiral.

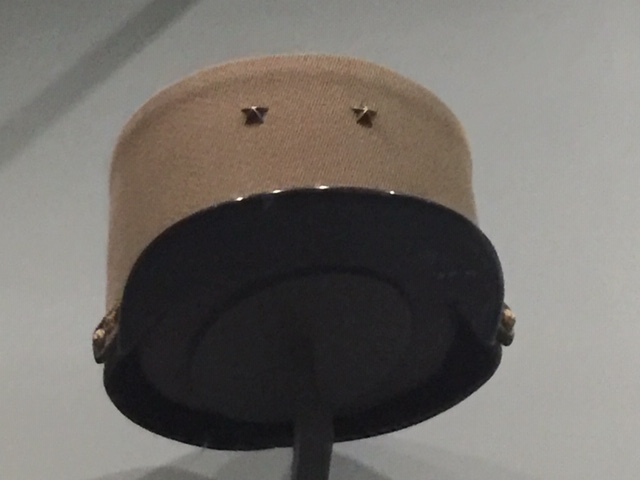
Le képi de général de brigade français, le premier grade des officiers généraux.
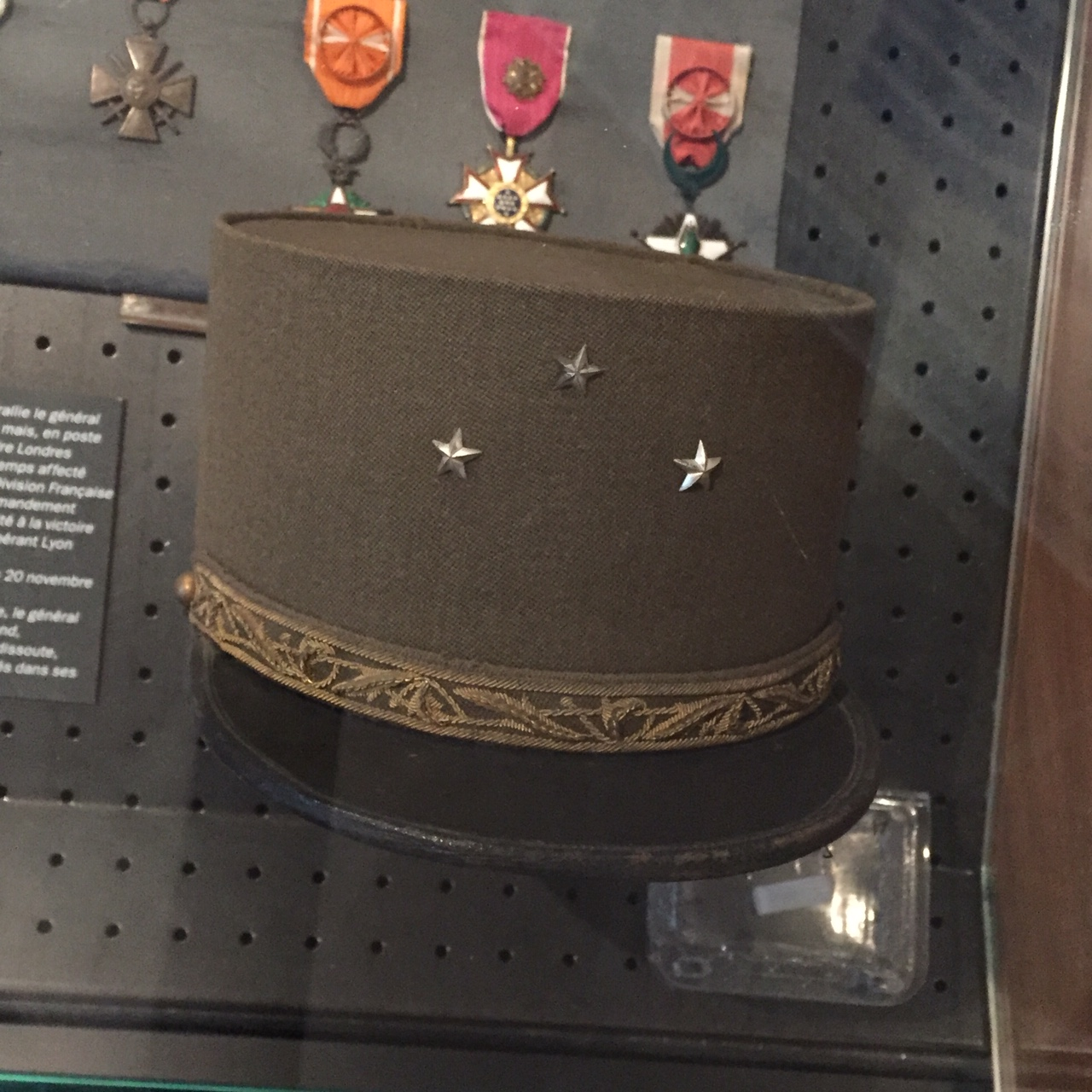
Le képi de général de division français, le deuxième grade des officiers généraux.
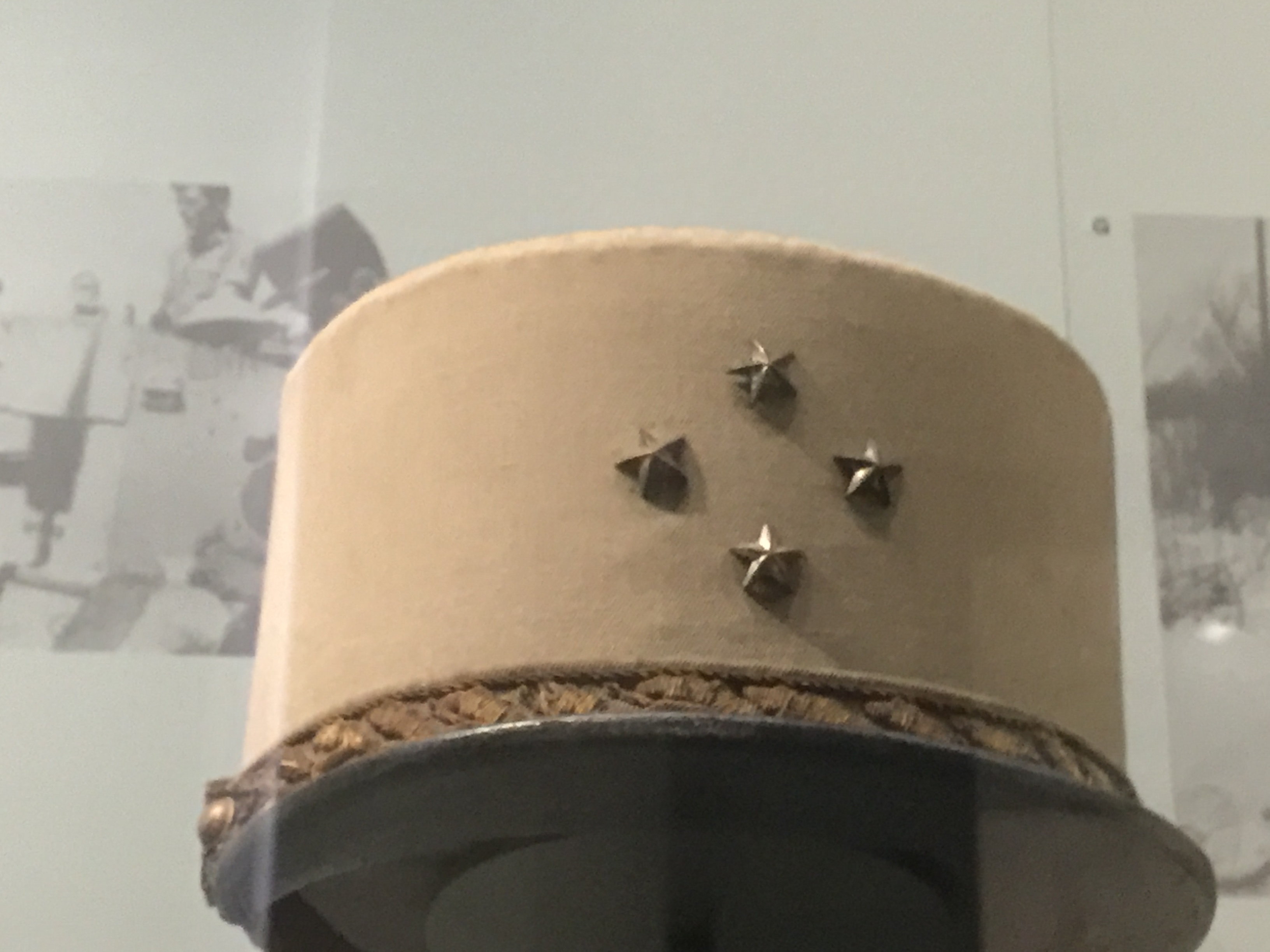
Le képi de général de corps d'armée français, le troisième grade des officiers généraux.
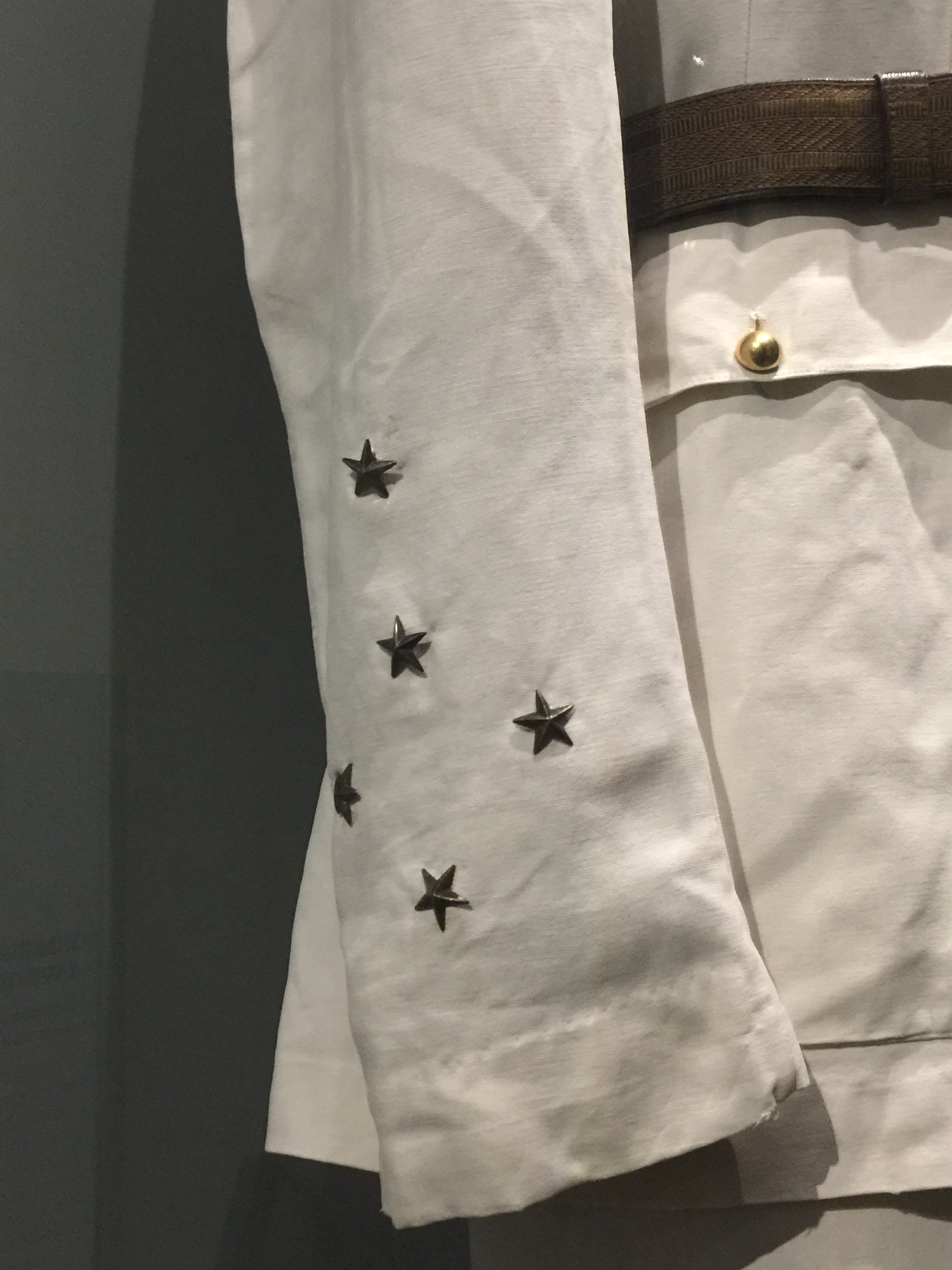
Les 5 étoiles de général d'armée français, le quatrième grade des officiers généraux.
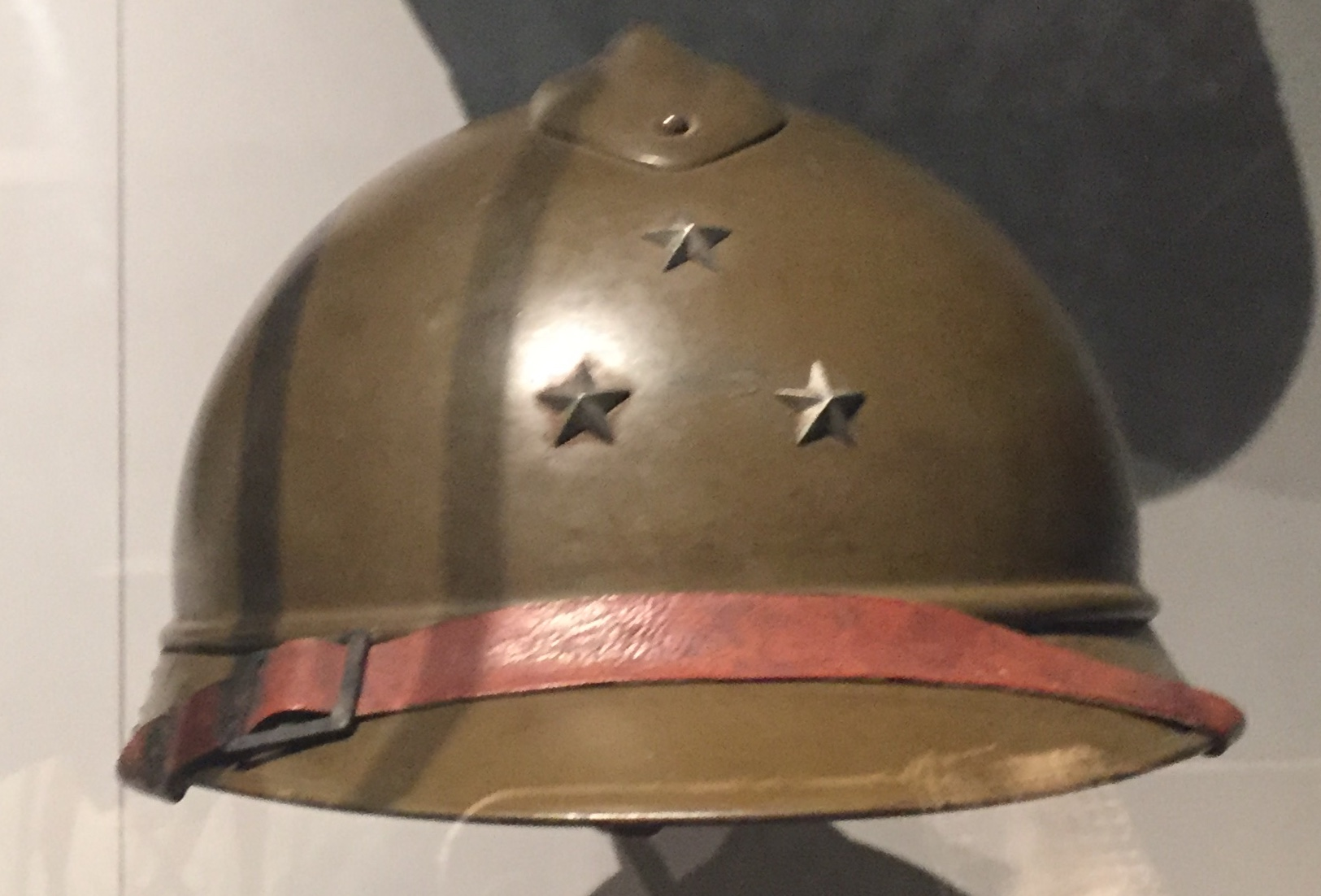
Le casque Adrian de général de division.

## Étymologie et histoire

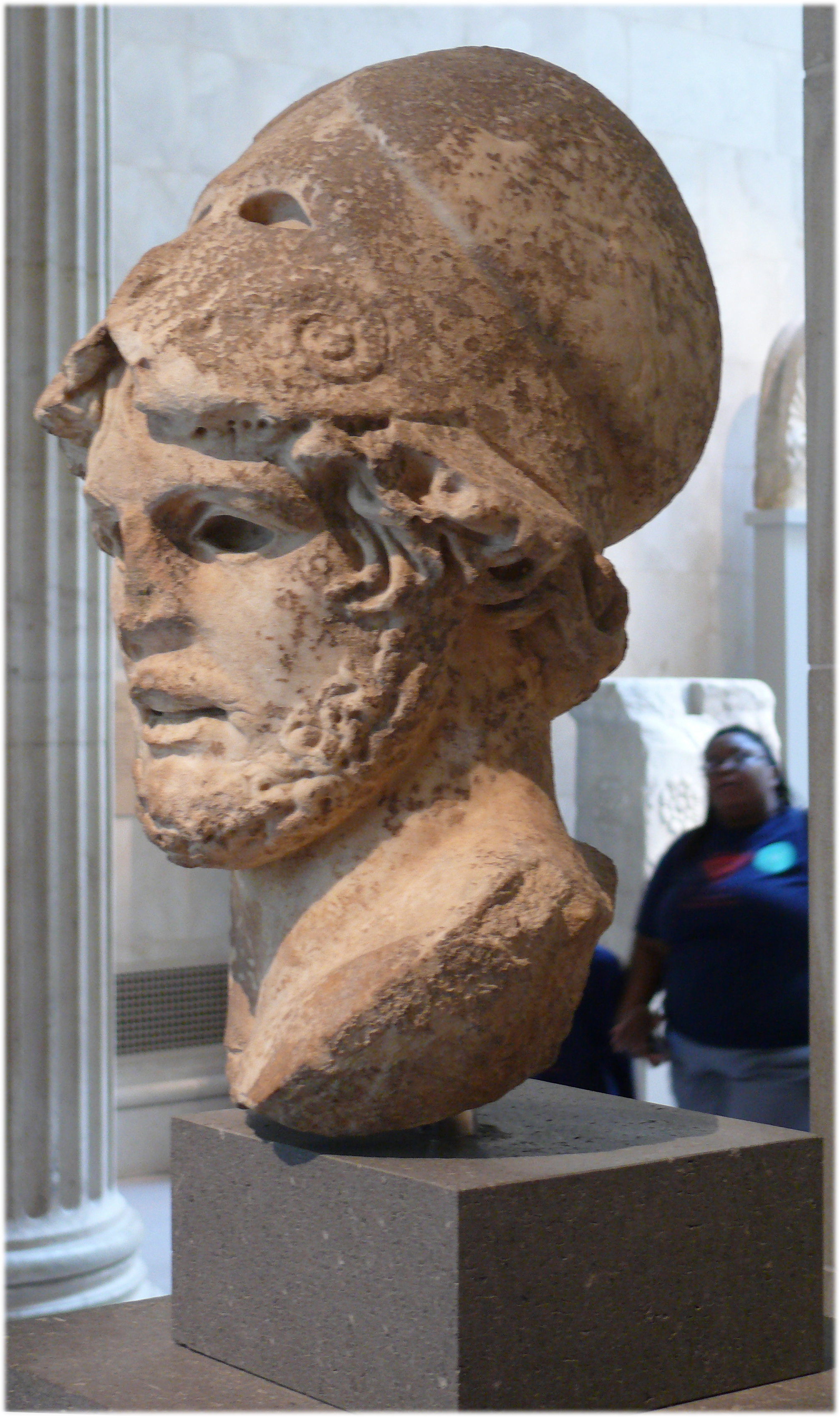
Général grec.

Le terme de "général" résulte d'une substantivation remontant à la fin du XVIe siècle de l'adjectif général utilisé pour caractériser le rôle d'un officier militaire, tel que le capitaine général et le lieutenant général. Le général est donc le chef militaire situé au sommet de la hiérarchie.
Le terme est couramment employé pour désigner les chefs militaires de différentes époques et sociétés, y compris celles dans lesquelles le concept d'officier militaire n'existe pas, comme l'armée romaine ou les armées grecques de l'Antiquité,.

## Hiérarchie des généraux par pays
N.B. : dans certains pays, le grade de « brigadier » se situe au même niveau que le général de brigade, mais il peut ne pas être considéré comme un grade de général.
| Pays               |                                      |                                        |                                                   |                                                         |
| ------------------ | ------------------------------------ | -------------------------------------- | ------------------------------------------------- | ------------------------------------------------------- |
| Albanie            | Gjeneralbrigad                       | Gjeneralmajor                          | Gjenerallejtnant                                  | Gjeneral                                                |
| Allemagne          | Brigadegeneral                       | Generalmajor                           | Generalleutnant                                   | General                                                 |
| Autriche           | Brigadier                            | Generalmajor                           | Generalleutnant                                   | General                                                 |
| Belgique           | Général de brigade Brigadegeneraal   | Général-major Generaal-majoor          | Lieutenant-général Luitenant-generaal             | Général Generaal                                        |
| Biélorussie        | Генерал-маёр (major-général)         | генерал-лейтэнант (lieutenant-général) | генерал-палкоўнік (colonel-général)               |                                                         |
| Brésil             |                                      | General de brigada                     | General de divisão                                | General de exército                                     |
| Bulgarie           | бригаден генерал (brigadier-général) | генерал-майор (major-général)          | генерал-лейтенант (lieutenant-général)            | генерал (général)                                       |
| Canada             | Brigadier-général Brigadier general  | Major-général Major general            | Lieutenant-général Lieutenant general             | Général General                                         |
| Chili              | -                                    | Général de brigade General de brigada  | Général de division General de división           | Général d'armée General de ejercito                     |
| Croatie            | Brigadni general                     | General bojnik                         | General pukovnik (colonel-général)                | General zbora                                           |
| Danemark           | Brigadegeneral                       | Generalmajor                           | Generalløjtnant                                   | General                                                 |
| Espagne            | General de brigada                   | General de división General de divisió | Teniente general Tinent general                   | General de ejercito General                             |
| Estonie            | Brigaadikindral                      | Kindralmajor                           | Kindralleitnant                                   | Kindral                                                 |
| États-Unis         | Brigadier general                    | Major general                          | Lieutenant general                                | General                                                 |
| Finlande           | Prikaatikenraali                     | Kenraalimajuri                         | Kenraaliluutnantti                                | Kenraali                                                |
| France             | Général de brigade                   | Général de division                    | Général de corps d'armée                          | Général d'armée                                         |
| Hongrie            | dandártábornok                       | vezérőrnagy                            | altábornagy                                       | vezérezredes                                            |
| Indonésie          | Brigadir jenderal                    | Mayor jenderal                         | Letnan jenderal                                   | Jenderal                                                |
| Italie             | Generale di brigata                  | Generale di divisione                  | Generale di corpo d'armata                        | Generale                                                |
| Japon              |                                      | 陸将補（陸軍少将）                     | 陸将（陸軍中将）                                  | 幕僚長たる陸将（陸軍大将）                              |
| Lettonie           | Brigādes ģenerālis                   | Ģenerālmajors                          | Ģenerālleitnants                                  | .                                                       |
| Lituanie           | Brigados generolas                   | Generolas majoras                      | Generolas leitenantas                             |                                                         |
| Macédoine du Nord  | Бригадниот генерал                   | генерал-мајор                          | Генерал-потполковник (lieutenant-colonel-général) | генерал                                                 |
| Norvège            | Brigader                             | Generalmajor                           | Generalløytnant                                   | General                                                 |
| Pays-Bas           | Brigadegeneraal                      | Generaal-majoor                        | Luitenant-generaal                                | Generaal                                                |
| Pologne            | Generał brygady                      | Generał dywizji                        | Generał broni                                     | Generał                                                 |
| Portugal           | Brigadeiro-general                   | Major-general                          | Tenente-general                                   | General                                                 |
| Roumanie           | General de brigadă                   | General-maior                          | General-locotenent                                | General                                                 |
| République tchèque | Brigádní generál                     | Generálmajor                           | Generálporučík                                    | Armádní generál                                         |
| Royaume-Uni        | Brigadier                            | Major-General                          | Lieutenant-General                                | General                                                 |
| Russie             | Генерал-майор (major-général)        | генерал-лейтенант (lieutenant-général) | генерал-полковник (colonel-général)               | генерал армии (Général d'armée)                         |
| Slovaquie          | Brigádny Generál                     | Generálmajor                           | Generálporučík                                    | Generál                                                 |
| Slovénie           | Brigadir                             | Generalmajor                           | Generalpodpolkovnik (lieutenant-colonel-général)  | General                                                 |
| Serbie             | Бригадни генерал                     | Генерал-мајор                          | Генерал-потпуковник (lieutenant-colonel-général)  | Генерал                                                 |
| Suède              | Brigadgeneral                        | Generalmajor                           | Generallöjtnan                                    | General                                                 |
| Suisse             | Brigadier                            | Divisionnaire                          | Commandant de corps                               | Général                                                 |
| Ukraine            | Генерал-майор (major-général)        | Генерал-лейтенант (lieutenant-général) | Генерал-полковник (colonel-général)               | Генерал армії України (général de l'Armée de l'Ukraine) |
| Vietnam            | Thiếu tướng                          | Trung tướng                            | Thượng tướng                                      | Đại tướng                                               |

### Algérie
En Algérie, les quatre grades d'officiers généraux sont communs à toutes les armées — Armée de terre, Armée de l'air, Marine, Défense aérienne du territoire, Gendarmerie nationale et Garde républicaine — qui composent l'Armée nationale populaire (ANP) ; ces grades sont les suivants, dans l'ordre hiérarchique ascendant :
- général (= général de brigade) ;
- major général ;
- général de corps d'armée.
- général d'armée

### Allemagne
Lorsqu'il est employé seul, suivi ou non d’un complément de nom, General est un grade militaire de l’Armée allemande.
Utilisé depuis le XIXe siècle, le rang de classement de ce grade, parmi les officiers généraux, dépend de la période concernée.
Avant la création de la Bundeswehr en 1955, il correspondait au grade de général de corps d'armée tel qu'il se présente dans la hiérarchie militaire française actuelle.
Depuis 1955, il correspond au grade de général d'armée de la hiérarchie militaire française.

### Belgique

#### Généralité
En Belgique, les quatre grades d'officiers généraux sont les suivants, dans l'ordre ascendant :
- général de brigade : une molette d'éperon (abréviation : Gen Bde) ;
- général-major : deux molettes (abréviation : Gen Maj) ;
- lieutenant-général : trois molettes (abréviation : Lt Gen) ;
- général : quatre molettes (abréviation : Gen).

Les grades sont identiques dans l'Armée de l'air, même si les insignes diffèrent.

#### Rang supérieur: général
En Belgique, le général — Generaal en néerlandais — est le quatrième et plus haut grade des officiers généraux dans les composantes « terre » et « air ». Il est donc supérieur au grade de lieutenant-général — Luitenant-generaal en néerlandais — dans ces composantes.
Il n'existe que 3 officiers généraux portant le grade de Général ou Amiral : Le Roi, le Chef de la Défense (CHOD) et le Chef de la Maison militaire du Roi
L'insigne du général est constitué d'une épaulette à quatre molettes dans la composante « terre », de deux larges galons accompagnés de quatre galons plus fins, dans les composantes « air » et « médicale ».
Dans la composante « marine », le grade correspondant est celui d’Amiral.
|       |     | ----     |  |        |
| Terre | Air | Médicale |  | Marine |

On s'adresse à un général en disant « Mon Général ou Generaal ». On s'adresse à un amiral en disant « Amiral ».

### Brésil
Dans l'Armée de terre brésilienne, il y a trois titres de généraux: Général de brigade (deux étoiles), Général de division (trois étoiles) et Général d'armée (quatre étoiles). Le seul rang qui soit supérieur est celui de Maréchal (cinq étoiles), qui n'est attribuable qu'en temps de guerre.
| General de brigada | General de divisão | General de exército |

### Canada

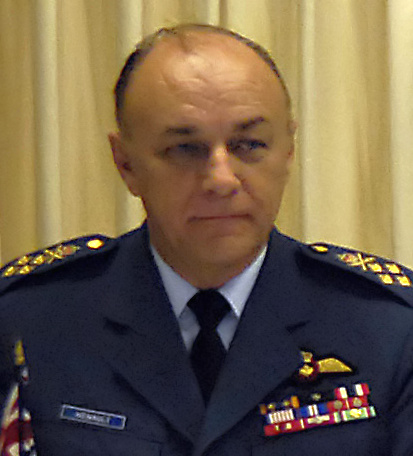
Le général Raymond Hénault de la Force aérienne.

Dans l'Armée canadienne et l'Aviation royale canadienne des Forces armées canadiennes, il y a quatre grades d'officiers généraux. Ces grades sont dans l'ordre ascendant : le brigadier-général, le major-général, le lieutenant-général et le général.
Dans l'Armée canadienne, les militaires ayant ces grades portent sur l'épaulette, en plus de deux épées croisées, un nombre variable de feuille (de une à quatre comme les anglo-saxons) et de couronnes.

Brigadier-général de l'Armée canadienne
Major-général de l'Armée canadienne
Lieutenant-général de l'Armée canadienne
Général de l'Armée canadienne
Bande à la manche d'un général de l'Armée canadienne
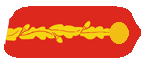
Hausse-col des généraux de l'Armée canadienne

Dans l'Aviation royale canadienne, les généraux portent une grande bande et un nombre variable de petite bandes sur les manches qui correspond à leur grade et un nombre variable de feuilles d'érable sur les épaulettes qui va de un à quatre en plus de deux épées croisées surmontées d'une couronne.

Bande à la manche d'un général de brigade de  l'Aviation royale canadienne
Brigadier-général de l'Aviation royale canadienne
Bande à la manche d'un major-général de l'Aviation royale canadienne
Major-général de l'Aviation royale canadienne
Bande à la manche d'un lieutenant-général de l'Aviation royale canadienne
Lieutenant-général de l'Aviation royale canadienne
Bande à la manche d'un général de l'Aviation royale canadienne
Général de l'Aviation royale canadienne

Il n'y a qu'un général dans les Forces armées canadiennes et il occupe la position de chef d'État-Major de la Défense. Cependant, les anciens chefs d'État-Major qui accèdent à d'autres fonctions peuvent continuer à porter leur grade : cela a été notamment le cas avec le général Raymond Hénault qui est devenu le président du Comité militaire de l'OTAN ; cela a aussi été le cas et avec le général Maurice Baril qui est devenu le président de la commission d'enquête sur le décès de quatre soldats canadiens en Afghanistan.

### États-Unis
Les États-Unis ont cinq grades de général au sein de leurs forces armées : brigadier général, major général, lieutenant général, général et General of the Army, ce dernier grade étant réservé à des périodes de guerre.
Il existe également un grade spécial de général, intitulé General of the Armies, qui est considéré comme étant le plus haut grade de toute l'Armée de terre américaine, bien qu'il ne fasse pas officiellement partie des grades de l'US Army.

Brigadier général (général de brigade)
Major général (général de division)
Lieutenant général (général de corps d'armée)
Général (général d'armée)
General of the Army (maréchal)

### France

#### Les généraux
Il existe en France quatre titres de général. À chaque titre correspond un certain nombre d'étoiles, une de plus que dans la majorité des autres armées mondiales, puisqu'il n'existe pas de général « une étoile » en France. Les appellations et signes distinctifs sont :

Général de brigade.
Général de division.
Général de corps d'armée.
Général d'armée.

Officiellement il n'existe que deux grades dans le corps des généraux, celui de « général de brigade » et celui de « général de division ». Les généraux de division accèdent aux rangs supérieurs en étant « élevés aux rang et appellation » de « général de corps d'armée » puis de « général d'armée ».
Bref historique
1. Le 19 novembre 1873, une décision présidentielle introduit pour la première fois la notion de corps d'armée : « [...] les généraux pourvus d'un commandement de corps d'armée prendront rang avant les généraux de division non investis d'un commandement de cette nature » ; depuis lors, des décrets ou décisions ont, à diverses époques, précisé que tel ou tel emploi important comportait le rang de commandant de corps d'armée ;
2. Le 17 mars 1921, une circulaire dispose que « [...] les généraux commandants de corps d'armée portent, comme insigne de fonction, une quatrième étoile disposée en losange avec les trois premières. Les généraux commandants d'armée et les membres du Conseil supérieur de la guerre portent une cinquième étoile, superposée aux quatre premières » ; cependant, ces « distinctions » étaient liées à la fonction exercée, et les généraux qui en avaient bénéficié perdaient ce rang et devaient cesser d'en porter les insignes dès qu'ils finissaient d'exercer les fonctions correspondantes ;
3. Le 6 juin 1939, un décret officialise les rangs et appellations de « général d'armée », « général de corps d'armée », « amiral », « vice-amiral d'escadre », « général d'armée aérienne » et « général de corps aérien »[7].

Contrairement à certaines affirmations, il n'y a jamais eu de généraux portant six étoiles.

#### La dignité demaréchal de France
Le maréchal de France porte sept étoiles d'argent. Le maréchalat n'est pas un grade ou un rang mais une « dignité dans l'État ». Autrefois conférée à un général ayant commandé en chef devant l'ennemi, cette dignité ne peut aujourd'hui être attribuée qu'à un officier général victorieux.

#### Historique
Le terme « général » date du XVe siècle. Il est d'abord employé par opposition au terme « officiers particuliers » qui désigne les propriétaires d'unités.
- Brigadier des armées du roi

Les premiers brigadiers de cavalerie ont été nommés le 8 juin 1657, onze ans avant ceux d'infanterie. Ils ne sont pas officiers généraux, mais ont le pas sur les autres colonels des régiments qui forment brigade avec le leur. Leur attribut particulier est une étoile, selon le règlement du 31 mai 1776. Une ordonnance du 17 mai 1788 les fait disparaitre.
- Général de brigade

Ils sont d’abord appelés « maréchal de camp » à leur création au XVIe siècle sous l'Ancien Régime, puis encore sous la Restauration et la monarchie de Juillet. Un décret du 28 février 1848 en fixe l'appellation moderne. Ce grade correspondait à celui de major général jusqu'à la mise en place de l'OTAN le 4 avril 1949.

Insigne porté par les généraux de division ayant un commandement supérieur pendant la Première Guerre mondiale.

- Général de division

Ils sont créés en 1621 et sont d’abord appelés « lieutenant-général » ; ils sont supprimés à la Révolution, le 25 février 1793 ; le titre est rétabli par Bonaparte, de l'an IX à l'an XII, pour désigner les commandants de corps d'armée, puis disparait de nouveau pour reparaître sous la Restauration et la monarchie de Juillet ; le décret du 28 février 1848 établit le grade de « général de division ». Ce grade correspondait à celui de lieutenant-général jusqu'à la mise en place de l'OTAN le 4 avril 1949. Au cours de la Première Guerre Mondiale, les commandants de corps d'armée et au-dessus étaient appelés Général de division ayant un commandement supérieur avec une barre horizontale sous l'insigne étoile sur manche, et sous ou au-dessus de l'insigne étoile sur le képi en bleu horizon. Il a été traité comme un grade quatre étoiles. Jusqu'en 1921, ce grade est le plus élevé et permet d'accéder aux commandements de corps d'armée ou d'armée.
- Général en chef

Il s'agit du grade d'officier général le plus élevé sous la Révolution, d’après le décret du 25 février 1793 ; cette appellation est supprimée par le décret du 18 février 1848. Depuis, c'est une charge en temps de guerre : on dit alors plutôt « commandant en chef ».
- Général de corps d'armée et général d'armée

La première mention de ces titres, qui ne constituent qu'une fonction, apparait dans la circulaire du 17 mars 1921. Le rang est créé en 1939.
- Généralissime

Le Premier Empire a utilisé le titre de généralissime.
Lors de la Première Guerre mondiale, ce titre a été celui du général Foch nommé, le 26 mars 1918, commandant en chef des armées alliées sur le front de l'Ouest.

#### Effectifs des  généraux en activité
En 2007, on comptait 633 officiers généraux en activité dans les armées dont 202 pour l’Armée de terre, 120 pour la direction générale de l'Armement, 81 pour l’Armée de l’air, 80 pour le contrôle général des armées, 65 pour la Marine nationale, 54 pour la Gendarmerie nationale, 3 pour le Service des essences des armées.
Au 31 décembre 2011, on ne comptait plus que 498 officiers généraux en activité dont 173 pour l'Armée de terre, 74 pour l'Armée de l'air et 52 pour la Marine, soit plus de 20 % en moins comparativement à 2007.

### Japon
Dans le Force terrestre d'autodéfense japonaise et Force aérienne d'autodefénse japonaise sont les mêmes que l'Armée de terre brésillienne, sauf que désignation grade quatre étoiles étages est le général de corps d'armée et général de corps aérien.
Dans le Force terrestre d'autodefénse.

陸将補 (général de brigade)
陸将 (général de division)
幕僚長たる陸将 (général de corps d'armée)

Dans la Force aérienne d'autodéfense japonaise.

空将補 (général de brigade aérienne)
空将 (général de division aérienne)
幕僚長たる空将 (général de corps aérien)

### Pologne

generał brygady / général de brigade
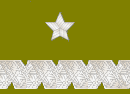
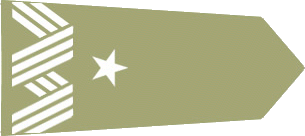

generał dywizji / général de division
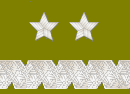
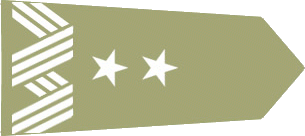

generał broni / général des armes
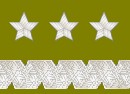
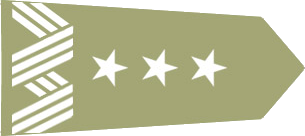

generał / général d'armée
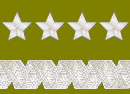

### Royaume-Uni
Le Royaume-Uni a trois grades de général, dans l'ordre hiérarchique ascendant : major général (en anglais : major general) ; lieutenant général (en anglais : lieutenant general) ; général (en anglais : general). En effet, le grade de brigadier, bien qu'il soit équivalent à celui d'un général de brigade, peut être considéré comme un grade d'officier supérieur, qui serait intermédiaire entre ceux de colonel et de major general.

### Russie/Union soviétique
La Russie, tout comme autrefois l'Union soviétique, compte quatre grades d'officiers généraux, dans l'ordre ascendant :
- major général (une étoile) ;
- lieutenant général (deux étoiles) ;
- colonel général (trois étoiles) ;
- général de l'Armée, plus couramment traduit en français par général d'armée (une grosse étoile surmonté de l'insigne des forces armées de la fédération de Russie).

Insignes des grades russes des officiers généraux
Insigne de major-général (uniforme de service de l'Armée de terre).
Insigne de major-général (uniforme de terrain de l'Armée de terre).
Insigne de lieutenant-général (uniforme de service de l'Armée de terre).
Insigne de lieutenant-général (uniforme de terrain de l'Armée de terre).
Insigne de colonel-général (uniforme de service de l'Armée de terre).
Insigne de colonel-général (uniforme de terrain de l'Armée de terre).
Insigne de colonel-général (uniforme de service de l'Armée de l'air).
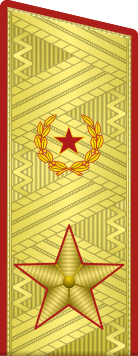
Insigne de général de l'Armée (uniforme de service de l'Armée de terre).
Insigne de général de l'Armée (uniforme de terrain de l'Armée de terre).

### Suisse
En Suisse, les officiers généraux correspondent aux grades suivants :
- Brigadier

- Divisionnaire
- Commandant de Corps
- Général (uniquement en temps de guerre)

Brigadier (commandant d'une brigade) (br)
Divisionnaire (commandant d'une région territoriale, chef de l'État-Major de l'Armée) (div)
Commandant de corps (chef de l'Armée, des Forces terrestres ou des Forces aériennes) (cdt C)

En temps normal, l'officier qui se trouve à la tête de l'armée suisse revêt le grade de commandant de corps et la fonction de chef de l'Armée. Le général de l'Armée suisse en temps de guerre doit être élu par l'Assemblée fédérale.

Galon
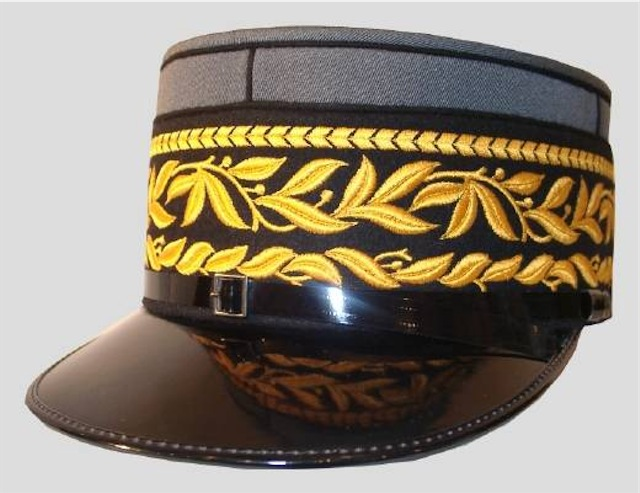
Képi